# Rhein Fire (ELF)
Cet article concerne la nouvelle équipe de football américain évoluant en ELF. Pour l'ancienne équipe de la NFL Europe, voir Rhein Fire (NFL Europa).
Stade
Maillots
Champion Saisons 2023 et 2024 de la ELF
Saison en cours
Le Rhein Fire est une franchise allemand de football américain basée à Düsseldorf en Allemagne.
Créée en 2021 et évoluant depuis la saison 2022 au sein de l'European League of Football, elle en remporte les championnats 2023 et 2024.

## Histoire
Ayant obtenu l'autorisation de la NFL d'utiliser (sous certaines conditions) les appellations des équipes défuntes de la NFL Europa, la nouvelle franchise de Dusseldorf est baptisée Rhein Fire.
Après avoir engagé plusieurs entraîneurs, la nouvelle franchise annonce que le premier joueur qu'ils ont signé est Sven Breidenbach. Elle organise le 18 décembre 2021 une journée de recrutement (combine) pour compléter son effectif. Lors de l'avant saison, la direction annonce que Jim Tomsula (en), ancien entraîneur principal de la défunte équipe Rhein Fire (NFL Europa) sera le premier entraîneur principal de la nouvelle franchise. L'équipe termine deuxième de sa conférence et n'est pas qualifiée pour la phase finale.
Après la fin de la saison 2022, la franchise annonce le départ du directeur général Patricia Klemm pour raisons personnelles, son remplaçant étant Tom Aust, ancien directeur des relations publiques de la défunte équipe des Rhein Fire,. Au niveau de l'encadrement, la franchise engage comme nouveau coordinateur offensif Andrew Weidinger (en), ancien entraîneur principal des Dragons de Barcelone

## Stade
La franchise joue ses matchs dans la Schauinsland-Reisen-Arena de Duisbourg d'une capacité de 31 500 places qu'elle partage avec le MSV Duisburg, équipe de football de 3e division allemande.

## Saison par saison
| Saison | Saison régulière | Saison régulière | Saison régulière | Saison régulière | Saison régulière | Saison régulière | Saison régulière | Saison régulière | Saison régulière           | Phase finale | Assistance                 |
| ------ | ---------------- | ---------------- | ---------------- | ---------------- | ---------------- | ---------------- | ---------------- | ---------------- | -------------------------- | --- | -------------------------- |
| Saison | Nb               | V                | D                | N                | %                | +                | -                | ≠                | Classement                 | Phase finale | Assistance                 |
| 2022   | 12               | 07               | 5                | 0                | 058,3            | 346              | 314              | + 32             | 2e de la conférence Sud    | Non qualifié | 08 755                     |
| 2023   | 12               | 12               | 0                | 0                | 100,0            | 540              | 199              | +341             | 1er de la conférence Ouest | Victoire 42 à 26 en ½ finale contre le Francfort Galaxy Victoire 53 à 34 en finale contre le Surge de Stuttgart                                                   | 09 814                     |
| 2024   | 12               | 11               | 1                | 0                | 091,7            | 476              | 174              | +302             | 1er de la conférence Ouest | Victoire 40 à 10 en WC contre les Madrid Bravos Victoire 29 à 23 en ½ finale contre le Surge de Stuttgart Victoire 51 à 20 en finale contre les Vikings de Vienne | 10 786                     |
| 2025   | Saison en cours  | Saison en cours  | Saison en cours  | Saison en cours  | Saison en cours  | Saison en cours  | Saison en cours  | Saison en cours  | conférence Nord            | |                            |
| Totaux | 36               | 30               | 6                | 0                | 083,3            | 1 362            | 687              | + 675            |                            | 2 participations, 2 titres | 2 participations, 2 titres |